# Artistas Argentinos Asociados
Artistas Argentinos Asociados conocida por la sigla AAA fue una empresa argentina fundada en 1941 que se dedicó desde entonces a la producción de películas. No tuvo actividad alguna entre 1958 y 1968 y en esta última fecha la reanudó solamente para la distribución de películas, salvo una producción aislada que realizó en el 2000. Inicialmente adoptó la forma de sociedad de responsabilidad limitada y, más adelante, se transformó en una sociedad anónima.
La empresa, que estuvo integrada inicialmente por un grupo de artistas desocupados, produjo algunas de las películas que se consideran más importantes y mejor logradas del cine argentino, como La Guerra Gaucha, Su mejor alumno, Pasó en mi barrio, etc. 

## Historia

### La industria cinematográfica en Argentina en la época de su fundación
En 1938 la producción de películas en Argentina se encontraba en aumento con 41 estrenos que significaron el debut de 16 directores. En 1939 la cifra subió a 51 películas y se trajo a la Argentina la primera truca, lo que significaba un avance técnico importante para la calidad de las películas. El cine argentino tenía un enorme éxito y el cine Hispano, de Nueva York, estaba íntegramente dedicado a exhibir producciones de Lumiton y de Argentina Sono Film con enormes recaudaciones. En otros lugares de Estados Unidos como Texas, Colorado, Florida, Arizona, Nuevo México y California se repetía el fenómeno. En México se estrenaban casi todas las películas argentinas. En 1940 fueron 49 los estrenos pese a que comenzaba a escasear el celuloide en razón de la guerra, en 1941 hubo 47 estrenos que subieron a 57 en 1942.

### Nacimiento de Artistas Argentinos Asociados
Relata Ángel Magaña que en el café El Ateneo ubicado en Carlos Pellegrini y Cangallo (hoy Teniente General Juan D. Perón) de la ciudad de Buenos Aires a comienzos de los años 40 se reunía habitualmente un grupo de artistas que en ese momento estaba desocupado: Enrique Muiño, Elías Alippi, Francisco Petrone y el mismo Magaña. A este grupo inicial se unió el director Lucas Demare.
Enrique Faustín que también concurría a las reuniones fue quien trajo la idea de configurar una productora que trabajara en cooperativa al estilo de los Artistas Asociados de los Estados Unidos. Faustin había nacido en Buenos Aires en 1909 y comenzó en 1927 a trabajar encargándose de la programación de la Metro-Goldwyn-Mayer. Siguió con varios empleos vinculados al cine y llegó en 1940 a la jefatura de producción de Generalcine.

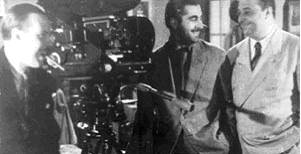
Ulyses Petit de Murat, Lucas Demare y Homero Manzi.

La idea fue largamente conversada y, finalmente, el 26 de septiembre de 1941 se firma el acta mediante la cual Enrique Muiño, Isaías Alippi (conocido como Elías Alippi), Lucas José Demare, Francisco Antonio Petrecca (conocido como Francisco Petrone), Ángel Pablo Magaña (conocido como Ángel Magaña) y Enrique Faustín (hijo) fundaron Artistas Argentinos Asociados Sociedad Cinematográfica de Responsabilidad Limitada, inspirándose en los Artistas Asociados de Estados Unidos.

### La Guerra Gaucha
Desde el primer momento estuvo en los planes de la empresa filmar la película La Guerra Gaucha según la obra del mismo nombre de Leopoldo Lugones. Desde que había hecho el libreto de la película Viento Norte, el poeta y periodista Homero Manzi tenía la idea de filmarla y de tanto insistir lo convenció al director Lucas Demare; Francisco Petrone fue uno  de los que más apoyó el proyecto y recordando el éxito de la película Prisioneros de la tierra,  propuso que el libreto fuera elaborado por Manzi y el también poeta y periodista Ulyses Petit de Murat que había sido uno de los autores de aquel guion, basado en tres cuentos de Horacio Quiroga.
Sin embargo, Elías Alippi, que iba a actuar en el papel del capitán Del Carril, enfermó de cáncer (fallecería el 3 de mayo de 1942), por lo cual sus compañeros de la empresa sabiendo que no estaba en condiciones de sobrevivir a las duras condiciones de la filmación y, no queriendo reemplazarlo en vida, le dijeron que el proyecto debía postergarse porque en esa época del año no podía hacerse la filmación y apresuradamente buscaron, en cambio, un libro en el que no hubiera papel para Alippi y así encontraron la pieza teatral El Viejo Hucha de Carlos Damel y Camilo Darthés, que se había estrenado en 1921, cuya dirección quedó a cargo de Lucas Demare y que se estrenó en abril de 1942. En la película se ejecutó por primera vez el exitoso tango Malena de Homero Manzi y Lucio Demare, en la voz de Osvaldo Miranda. Dice el crítico cinematográfico Domingo Di Núbila de esta película:

“Pese a que Demare y los guionistas Petit de Murat y Manzi trataron de mantener la acción en marcha, a que tuvo momentos felices y fue competentemente actuada por Muiño, Petrone, Ilde Pirovano, Nury Montsé, Airaldi, Gogo Andreu y Osvaldo Miranda, quedó en deuda en convicción y relieve …Con sus más y sus menos El Viejo Hucha sirvió para entrenar y ajustar el equipo que hizo enseguida La guerra gaucha.

.

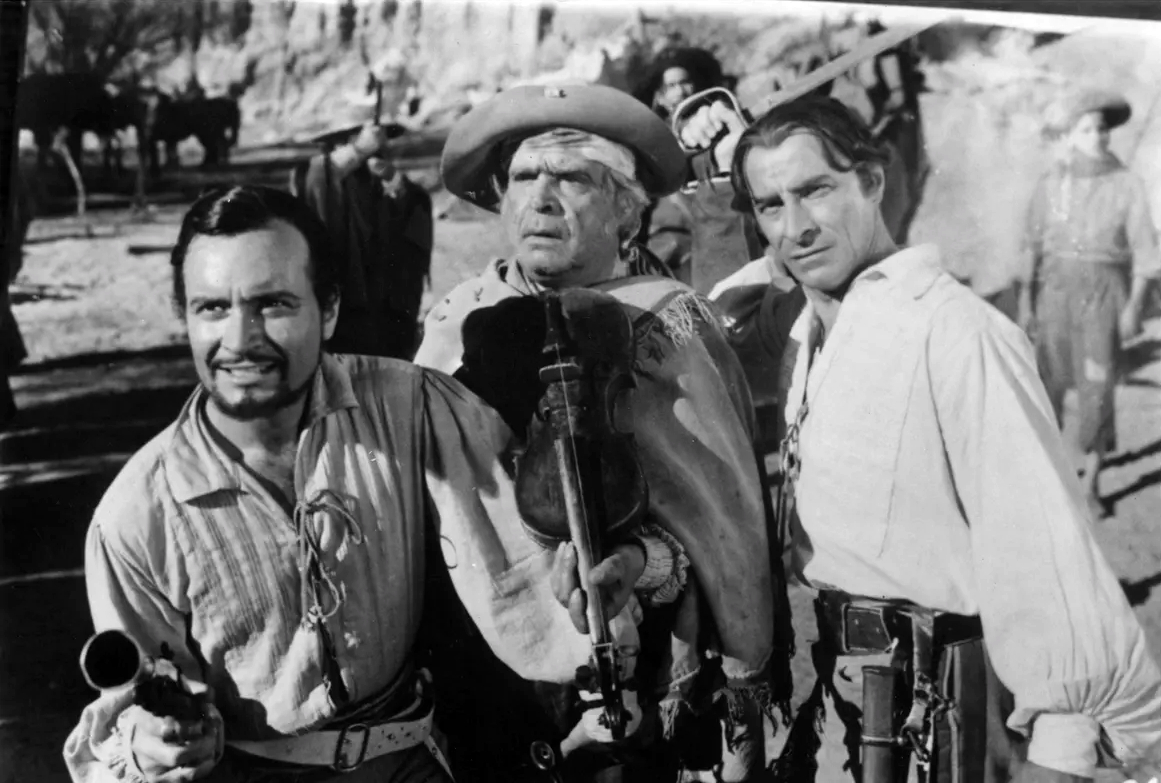
Ángel Magaña, Enrique Muiño y Sebastián Chiola.

Como consecuencia de la postergación del inicio de la filmación los productores gastaron parte del dinero que habían reunido para ese fin en el rodaje de El viejo Hucha y para reponerlo debieron malvender anticipadamente los derechos de exhibición de La Guerra Gaucha para algunas zonas. Además, los socios que habían participado en aquella película aportaron como capital los honorarios que le correspondían por ella y por las películas de eminente realización y se asociaron a Estudios San Miguel para la producción de la misma que finalmente se hizo con "un poco menos de apremio pero sin holgura".
La Guerra Gaucha fue muy bien acogida por la crítica, recibió numerosos premios y significó un éxito económico. Bajó de cartel recién a las diecinueve semanas de exhibición durante las cuales la vieron 170.000 espectadores, y para entonces llevaba cuatro semanas consecutivas de exhibición en Montevideo. Cuidando muchísimo el gasto la producción de la película había costado $ 269.000.- que se amortizó totalmente en las diecinueve semanas de exhibición en las salas de estreno.
La inexperiencia en los negocios de la mayoría de los asociados y los escasos recursos con los cuales habían iniciado la sociedad hicieron que ese éxito de crítica y de público no se reflejara en lo económico, a lo cual se sumó el problema de la escasez de película virgen que afectaba a la Argentina.

### Llegada de Pierre Chenal
Inicialmente se pensaba en Artistas Argentinos Asociados que sus películas las dirigiera Lucas Demare pero a poco comprendieron que un solo director era insuficiente para el número de obras que debía producir la empresa. Entonces cuando surgió el proyecto de Todo un hombre los fue a ver Pierre Chenal, un cineasta francés que había escapado de la Francia ocupada a raíz de la persecución antisemita (su verdadero nombre era Pierre Cohen) que llegaba con muy buenas referencias por su trabajo La casa del Maltés y que fue contratado por Asociados para dirigirla. 
La película se basaba en la novela de Miguel de Unamuno Nada menos que todo un hombre y el guion fue encargado a Homero Manzi y Ulyses Petit de Murat. La obra original era una historia de pasiones impregnada romanticismo en la cual los guionistas encontraron diversos escollos para trasvasarla al cine. El personaje principal de la novela, a cuya caracterización como "todo un hombre" por Unamuno se refería el título, tenía una actitud ambigua respecto de la relación que su mujer mantenía con un tercero que la perseguía. 
Cuando los guionistas finalizaron su trabajo y se realizó su lectura surgió un fuerte entredicho con Chenal. El director sostenía que la película debía mostrar en forma inequívoca que la esposa se había entregado al acosador y los guionistas se oponían afirmando que el personaje era "todo un hombre" justamente porque era capaz de seguir amándola a pesar de las sospechas sobre su conducta. La discusión subió de tono, la reunión se disolvió y pareció que el proyecto tal como estaba concebido abortaba. 
Sin embargo, al día siguiente hubo nuevas reuniones y se modificó el guion. Para los guionistas eran cambios sin importancia, en tanto que el director los veía como fundamentales, con lo cual el entendimiento dejó a todos muy satisfechos.
La película contó con Francisco Petrone y Amelia Bence como primeras figuras y fue un éxito. Se mantuvo ocho semanas en las salas de estreno y recibió elogios de los críticos de cine, al igual que su director y actores.

### Su mejor alumno
Manzi y Petit encararon nuevamente el género histórico con la figura de Sarmiento y empezaron a  buscar temas vinculados al mismo. Para ello comenzaron por bucear en lo producido por el escritor argentino más prolífico (58 tomos son sus obras completas). Así hallaron la figura de su hijo, Domingo Fidel Sarmiento, conocido como Dominguito, y se enamoraron de ella.
Cuando tenía 21 años Sarmiento tuvo una hija -Faustina- fruto de su amor con una alumna en Chile, que fue criada por su familia en San Juan. Posteriormente tuvo amores con una mujer casada y fue padre de Dominguito. Si bien nunca negó la paternidad la circunstancia de que la madre estuviera casada le impedía reconocerlo, pero al enviudar la mujer se casó con ella y adoptó a su hijo. Dominguito partió para el escenario de la guerra de la Triple Alianza (Argentina, Brasil y Uruguay) contra Paraguay y a los 21 años murió en Curupayty, lo que movió a Sarmiento a realizar su biografía que tituló Vida de Dominguito.
La dupla de guionistas trabajó intensamente. Querían reflejar las personas y los hechos tal como eran en esa época. Los diálogos fueron objeto de muchas reuniones con los actores a quienes iban destinados, siempre buscando la naturalidad y evitando el acartonamiento. Para tener una idea de la seriedad del trabajo baste decir que Muiño viajó a San Juan y se entrevistó con dos nietas de Sarmiento para ampliar su percepción del personaje que interpretaría.
Durante el rodaje el gobierno surgido de la revolución del 4 de junio de 1943 apoyó el proyecto y brindó las instalaciones y el personal de la escuela de suboficiales de Campo de Mayo para la filmación de los exteriores. 
La película costó casi el doble que La guerra gaucha. La escenografía era mucho más amplia y compleja y la escena de masas del ataque de Curapayty llevó veinte días de filmación, requirió la construcción de puentes, fuertes, etc.
Su mejor alumno fue estrenada el 22 de mayo de 1944 en una función a beneficio de los damnificados por el terremoto de San Juan a la que también concurrieron altos funcionarios del gobierno encabezados por el presidente de la nación.
La película tuvo una excelente acogida por la prensa y obtuvo los principales premios. En cuanto al público, baste decir que se mantuvo veinte semanas en la sala de estreno y que al año llevaba recaudados 1.500.000 pesos.

### Una excelente película de suspenso
Pierre Chenal ideó el argumento de una película de suspenso, que luego se llamaría El muerto falta a la cita, y Asociados encargó el guion a dos autores. Se trataba de Sixto Pondal Ríos y Nicolás Olivari, que colaboraban en los periódicos Crítica y Noticias Gráficas y habían hecho ya obras teatrales y guiones cinematográficos alcanzando un renombre equivalente al de la dupla Manzi-Petit de Murat (este último publicaría muchos años después un ensayo titulado, justamente, Sixto Pondal Ríos). 
La película es de suspenso pero no carece de humor y trata acerca de un joven que es extorsionado a raíz de un accidente en el parece haber matado a un ciclista mientras conducía borracho. Los primeros actores fueron Guillermo Battaglia,  Nélida Bilbao y Ángel Magaña. La musicalización corrió a cargo de Lucio Demare, quien eligió entre otros temas la pieza "Pobre mariposa" de Lionel Hampton que en ese momento estaba de moda y que el director vinculó con destreza a la película en una toma en la que se ve una mariposa estrellada contra el radiador de un automóvil.
El crítico Raimundo Calcagno (Calki) dijo de la película que "manejando la sorpresa, el misterio y el suspenso -como en La sospecha  de Hitchcock, pero con mayor amenidad- Chenal mueve los hilos del argumento con consumada maestría. Su realización, superando al tema, es impecable" y Domingo Di Núbila sintetizó "La mejor comedia policial del cine argentino hasta entonces".
Cabe agregar como curiosidad que años después Juan Antonio Bardem, que conocía a El muerto falta a la cita por intermedio de Chenal, dirigiría la película La muerte de un ciclista en la cual el argumento es prácticamente el mismo.

### Cambio de socios
La escasez de película virgen que se había producido en 1943 continuó el año siguiente. A mediados de 1944 se produce una importante reaorganización empresaria. Asociados se separa de Estudios San Miguel y se transforma en sociedad anónima. Hay un cambio de socios, ya que ingresan los empresarios dedicados a la exhibición de películas Joaquín Alberto Lautaret, Pablo Cavallo y Alberto J. Martín, que se aseguran la mayoría del capital, acompañados de otros empresarios. A los antiguos socios Muiño, Demare, Petrone y Magaña además de reconocerles una parte del capital de la nueva sociedad se los contrata para trabajar con exclusividad percibiendo un importe por cada película en la que participen.
Por otra parte se renovó por tres años más el contrato mediante el cual Petit de Murat y Manzi estaban contratados con exclusividad para realizar guiones a razón de uno por semestre.
El 5 de agosto de 1944 se sancionó el decreto-ley 21.344 que estableció la obligatoriedad de exhibición de las películas nacionales así como un sistema de explotación de las mismas sobre la base de la distribución porcentual de la recaudación, medidas ambas que eran un largo anhelo de las productoras.

### Pampa bárbara
Partió de Manzi la idea de hacer una película que se ubique en el escenario de la lucha en la frontera entre indios y blancos de mediados del siglo XIX pero que se centre en la vida de quienes vivían en los fortines y, en especial, de las mujeres, tanto las indias cautivas como las "fortineras" enviadas por el gobierno central.   
Manzi y Petit de Murat se encargaron del guion realizando la previa revisión de los elementos documentales disponibles como lo habían hecho con La guerra gaucha y Su mejor alumno, Hugo Fregonese y Lucas Demare la codirigían y la interpretación estuvo a cargo de Luisa Vehil, Petrone y Muiño.

### Modalidad de trabajo
En Artistas Argentinos Asociados predominaba el trabajo en equipo. Los temas para futuros proyectos eran aportadas por cualquiera de sus integrantes y sometidas a la discusión general. 

### Cese de producción
Después de 1958 la empresa suspendió totalmente su actividad. Recién en 1968 reanuda sus negocios pero dedicada solamente a la distribución de películas, con la sola excepción de la producción de Un amor de Borges, dirigida por Javier Torre, que no fue bien recibida por la crítica. Finalmente cesa todas sus actividades en el año 2000.

### Producciones
- Un amor de Borges (2000). Dir. Javier Torre.
- El calavera (1958). Dir. Carlos Borcosque.
- La morocha (1958) Dir. Ralph Pappier.
- Una viuda difícil (1957). Dir. Fernando Ayala.
- Los tallos amargos (1956). Dir. Fernando Ayala.
- Sangre y acero (1956). Dir. Lucas Demare.
- Catita es una dama (1956). Dir. Julio Saraceni.
- Marta Ferrari (1956). Dir. Julio Saraceni.
- La pícara soñadora (1956). Dir. Ernesto Arancibia.
- El amor nunca muere (1955). Dir. Luis César Amadori.
- Bacará (1955). Dir. Kurt Land.
- El hombre que debía una muerte (1955). Dir. Mario Soffici.
- Mercado de abasto (1955). Dir. Lucas Demare.
- Un novio para Laura (1955). Dir. Julio Saraceni.
- Pájaros de cristal (1955). Dir. Ernesto Arancibia.
- Requiebro (1955). Dir. Carlos Schlieper.
- Sucedió en Buenos Aires (1954). Dir. Enrique Cahen Salaberry.
- Mujeres casadas (1954). Dir. Mario Soffici.
- Desalmados en pena (1954). Dir. Leo Fleider.
- El grito sagrado (1954). Dir. Luis César Amadori.
- Dringue, Castrito y la lámpara de Aladino (1954). Dir. Luis José Moglia Barth.
- Del otro lado del puente (1953). Dir. Carlos Rinaldi.
- Dock Sud (1953). Dir. Tulio Demicheli.
- La voz de mi ciudad (1953). Dir. Tulio Demicheli.
- La patrulla chiflada (1952). Dir. Carlos Rinaldi.
- Mi mujer está loca (1952). Dir. Carlos Schlieper y Enrique Cahen Salaberry.
- Pasó en mi barrio (1951). Dir. Mario Soffici.
- El pendiente (1951). Dir. León Klimovsky.
- Vivir un instante (1951). Dir. Tulio Demicheli.
- Romance en tres noches (1950). Dir. Ernesto Arancibia.
- Cinco grandes y una chica (1950). Dir. Augusto César Vatteone.
- Arrabalera (1950). Dir. Tulio Demicheli.
- Esposa último modelo (1950). Dir. Carlos Schlieper.
- Edición Extra (1949). Dir. Luis José Moglia Barth.
- De padre desconocido (1949). Dir. Alberto de Zavalía.
- La calle grita (1948). Dir. Lucas Demare.
- Por ellos... todo (1948). Dir. Carlos Schlieper.
- Nunca te diré adiós (1947). Dir. Lucas Demare.
- Como tú lo soñaste (1947). Dir. Lucas Demare.
- Donde mueren las palabras (1946). Dir. Hugo Fregonese.
- Pampa bárbara (1945). Dir. Lucas Demare.
- El muerto falta a la cita (1944). Dir. Pierre Chenal.
- Su mejor alumno (1944). Dir. Lucas Demare.
- Todo un hombre (1943). Dir. Pierre Chenal.
- La Guerra Gaucha (1942). Dir. Lucas Demare.
- El viejo Hucha (1942). Dir. Lucas Demare.